# Lo Prado
Lo Prado is een gemeente in de Chileense provincie Santiago in de regio Región Metropolitana. Lo Prado telde 96.249 inwoners in 2017.